# Дичковський Микола Омелянович
Мико́ла Дичко́вський (англ. Mikóla Deechkóvsky, 1910, За́здрість, нині Теребовлянський район, Тернопільська область — 1985, Стрий, Львівська область) — український релігійний діяч, священник УГКЦ с. Волосянка, Славського району (тепер Сколівського), Дрогобицької області (тепер — Львівської), священник села Тухолька Львівської області, отець-декан в м. Стрий. Небіж Митрополита Йосифа Сліпого.

## Життєпис
Микола Дичковський народився 1910 року в селі Заздрість (Підгаєцький повіт, Королівство Галичини та Володимирії, Австро-Угорщина, нині Теребовлянського району Тернопільської області, Україна) в заможній і великій родині Коберницьких, Дичковських, Сліпих. Всю родину в Заздрості називали загально — Коберницькі. Батько — Омелян Дичковський (також в селі званий — Сліпий). Мати — Коберницька Францішка (1875–1918), старша сестра Йосифа Сліпого.
Закінчив Львівську Греко-католицьку богословську академію (ректор Йосиф Сліпий). Висвячений у 1935 р. Був спершу сотрудником в Старому Селі (1935–1939), а в часі Другої світової війни переведений в с. Волосянка.
Після Львівського церковного собору 1946 року, який ухвалив рішення за ліквідацію Берестейської унії 1596 р. і розриву з Ватиканом, отець Микола Дичковський формально перейшов на православ'я, але за згоди Йосифа Сліпого та інших владик, продовжував таємно і послідовно (як і багато інших) дотримуватися греко-католицького обряду. За це він був після відповідного доносу репресований, відбував ув'язнення на Воркуті.
Помер 1985 року і похований в родинному склепі на цвинтарі в м. Стрий.